# Fête de l'Alpage de Gresse-en-Vercors
La Fête de l'Alpage de la Forêt, de l'Artisanat et du pastoralisme de Gresse en Vercors,
appelée usuellement  Fête de l'Alpage a lieu chaque année le week-end suivant celui du 15 août à Gresse-en-Vercors, Isère (France).

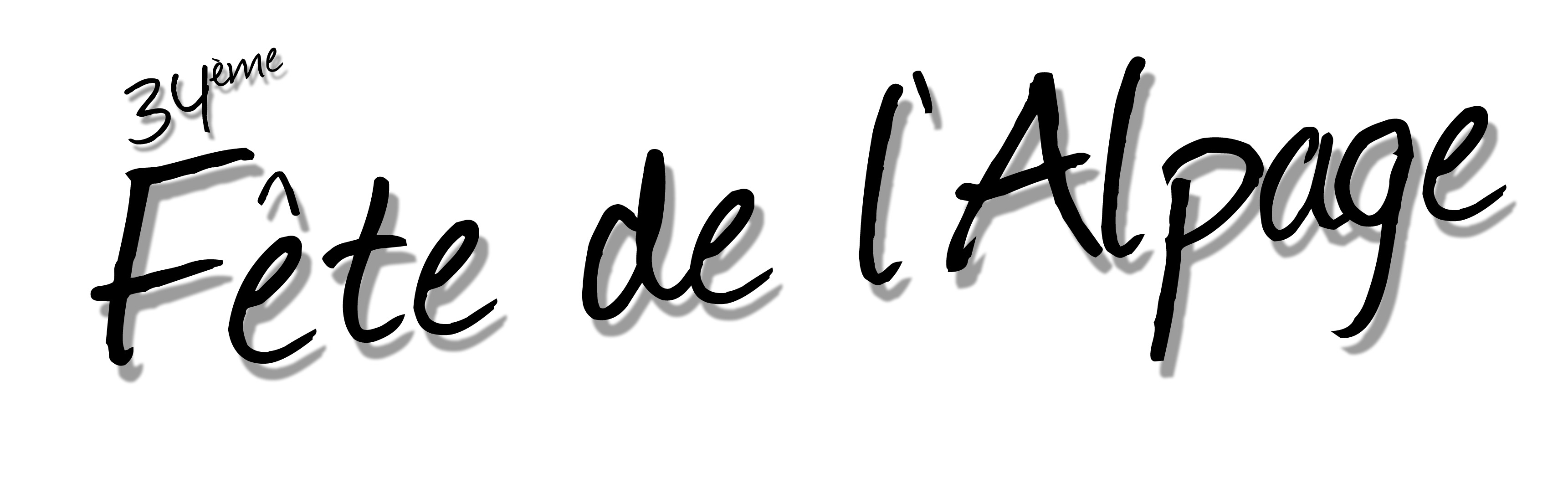
Le logo de l'édition 2009

Elle est célébrée depuis 1972 à l'intérieur du territoire communal de Gresse-en-Vercors.

## Thèmes et Activités
Cette fête est le symbole du village et est reconnue à travers tout le Dauphiné.
Elle célèbre le pastoralisme, la forêt et l’artisanat.
Parmi les activités proposées on peut trouver:des danses rigodons, du cors des alpes,des  promenades à dos d’ânes, des activités sportives, un marché artisanal, tyrolienne, du tir à l’arc, des expositions, des spectacles en plein air, un feu d'artifice, des concerts, et des après-midi de films sur le pastoralisme.
C'est aussi une rencontre sportive avec le Cross de l'Alpage (12 km avec un dénivelé très irrégulier).

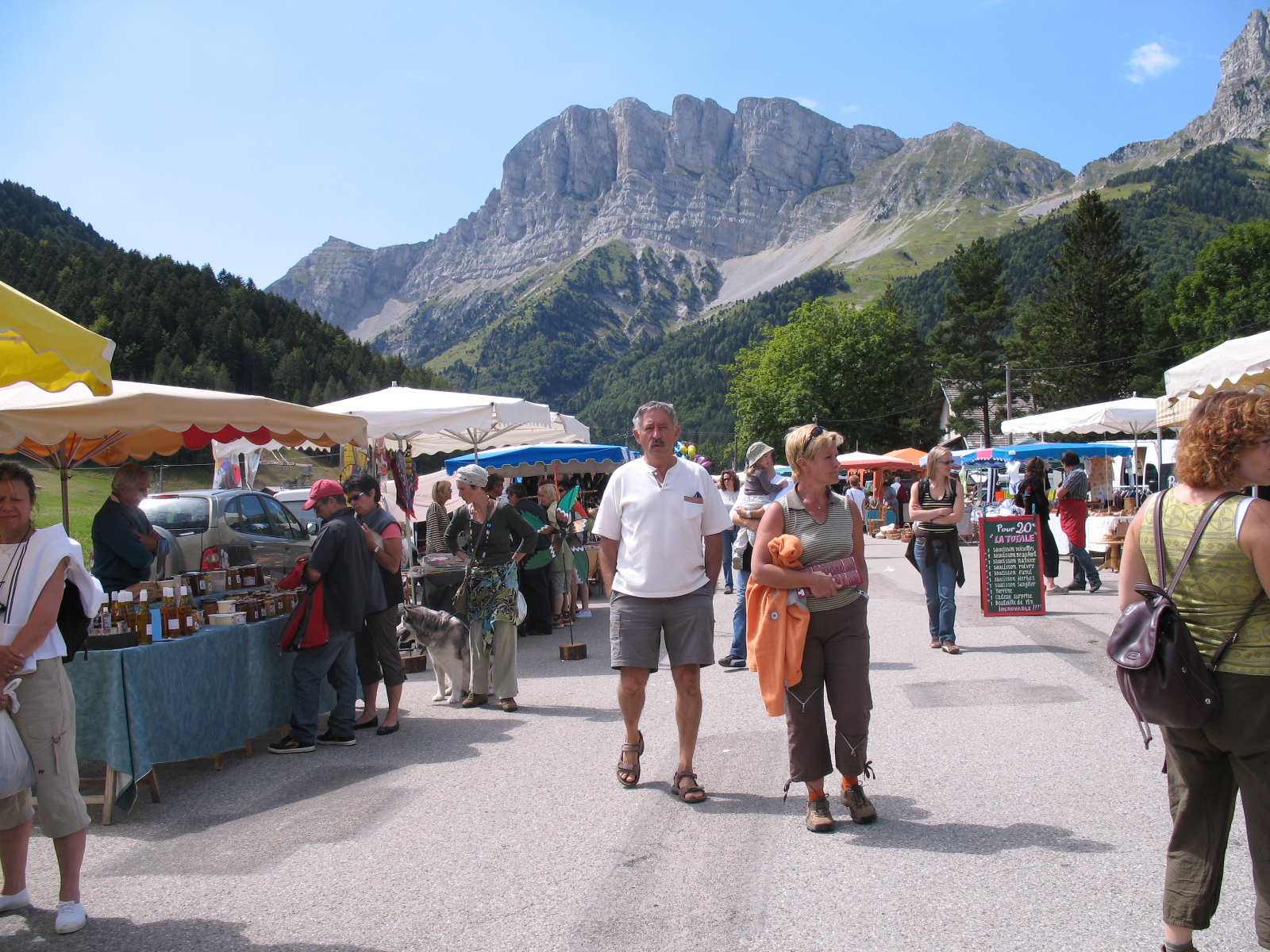
La fête débute avec quelques visiteurs
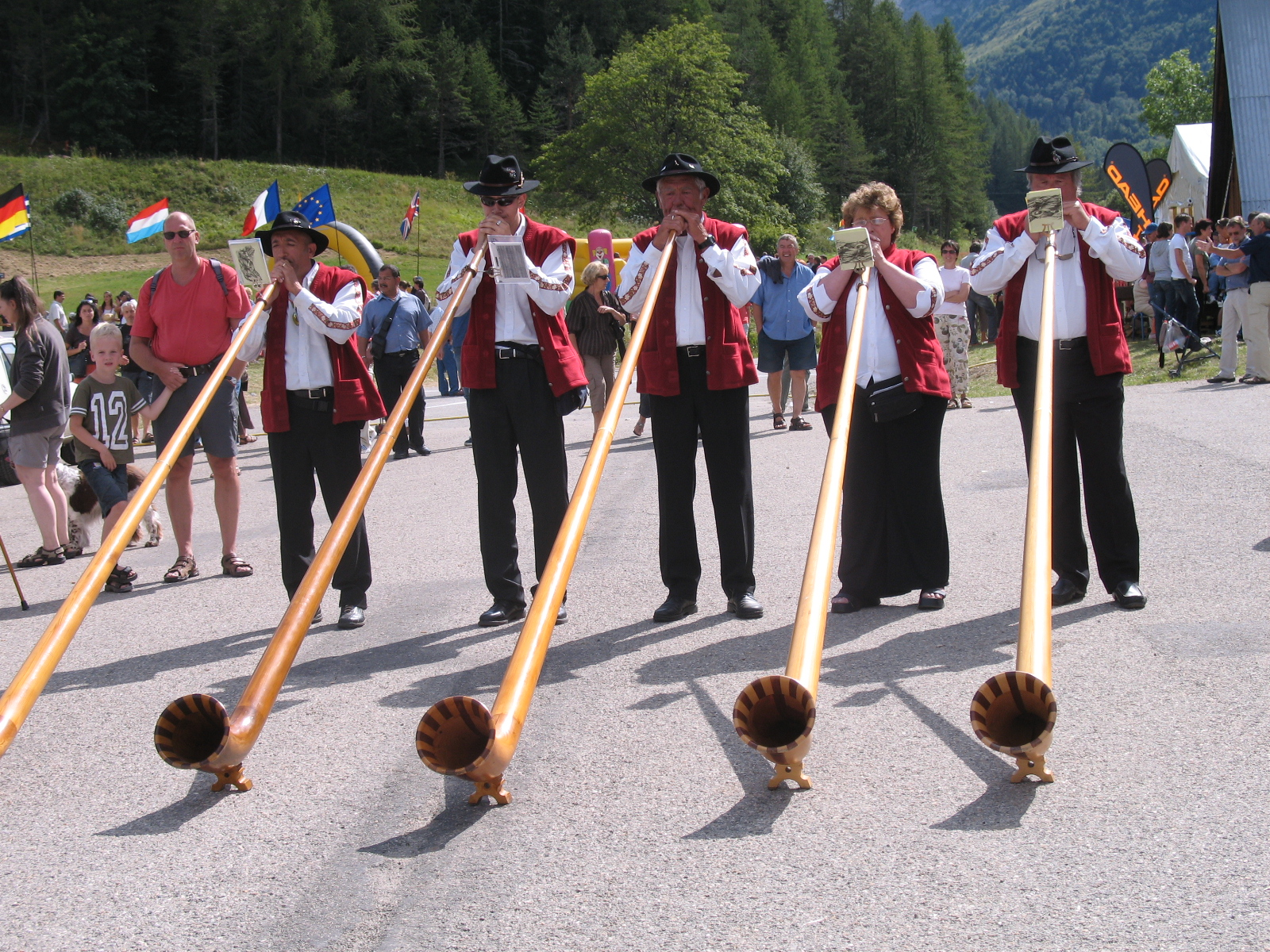
Cors des Alpes à la fête

## Histoire
Initiée par les habitants dans les années 1970, cette fête a acquis rapidement une notoriété locale puis régionale, et est devenue, la plus grande fête artisanale d'été de l'Isère derrière la Foire de Beaucroissant et les festivals de Grenoble et loin devant les festivités diverses des autres massifs qui ont lieu à la même époque.
Durant deux ou trois jours, le village se transforme en grand espace rural de fête.
La partie la plus visible de l'arrivée de la fête est le montage des chapiteaux, le placement de la signalétique, la mise en place de déviations routières à la Station et la création de parking en plein air.
Le taux de remplissage y est alors le plus élevé de toute la saison estivale[réf. nécessaire].

## Principes généraux d'organisation
Basée sur le volontariat et le bénévolat, ce sont les habitants du village qui organisent et animent la fête avec l'aide de nombreux intervenants de la région et plus particulièrement des artisans des communes limitrophes du Vercors et du Trièves.

## Interruption (de 1996 à 2001)
La fête de l'Alpage dû marquer un arrêt entre 1996 et 2001 en raison de nombreux facteurs économiques et afin de procéder à une remise en question de son l'organisation.